# Epilissus genieri
Epilissus genieri är en skalbaggsart som beskrevs av Olivier Montreuil 2006. Epilissus genieri ingår i släktet Epilissus och familjen bladhorningar. Inga underarter finns listade i Catalogue of Life.